# Station Langenhagen Mitte
Station Langenhagen Mitte (Haltepunkt Langenhagen Mitte) is een spoorwegstation in de Duitse plaats Langenhagen, in de deelstaat Nedersaksen. Het station ligt aan de spoorlijn Hannover - Celle en de spoorlijn Hannover - Bremervörde.

## Indeling
Het station heeft twee zijperrons en één eilandperron, in totaal zijn er vier perronsporen. Alle perrons zijn deels voorzien van een perronoverkapping. De perrons zijn met een trap of een lift te bereiken vanaf een voetgangerstunnel. De voetgangerstunnel verbindt de straten Brüsseler Straße en Straßburger Platz. Aan de westzijde van het station is er een parkeerterrein en een fietsenstalling. De bushalte bevindt zich aan de oostzijde, hier zijn er ook een aantal winkels.

## Verbindingen
Het station is onderdeel van de S-Bahn van Hannover, die wordt geëxploiteerd door DB Regio Nord. Daarnaast stoppen er Regional-Express-treinen van metronom en Regionalbahn-treinen van erixx op het station. De volgende treinseries doen het station Langenhagen Mitte aan:
| Serie | Treinsoort                  | Route | Bijzonderheden                                |
| ----- | --------------------------- | --- | --------------------------------------------- |
| RE 2  | Regional-Express (metronom) | Uelzen – Celle – Langenhagen Mitte – Hannover Hbf – Nordstemmen – Elze (Han) – Alfeld (Leine) – Kreiensen – Northeim (Han) – Göttingen |                                               |
| RB 38 | Regionalbahn (Erixx)        | Buchholz (Nordheide) – Soltau (Han) – Walsrode – Langenhagen Mitte – Hannover Hbf                                                      |                                               |
| S4    | S-Bahn (DB Regio Nord)      | Bennemühlen – Langenhagen Mitte – Hannover Hbf – Hannover Bismarckstraße – Hannover Messe/Laatzen – Hildesheim Hbf                     | Bennemühlen - Hannover Hbf 2x per uur (ma-za) |
| S5    | S-Bahn (DB Regio Nord)      | Hannover Flughafen – Langenhagen Mitte – Hannover Hbf – Hannover Bismarckstraße – Hamelen – Bad Pyrmont – Paderborn Hbf                | Flughafen - Hamelen 2x per uur                |
| S8    | S-Bahn (DB Regio Nord)      | Hannover Flughafen – Langenhagen Mitte – Hannover Hbf – Hannover Bismarckstraße – Hannover Messe/Laatzen                               | Alleen tijdens evenementen                    |